# Dávid Hancko
Dávid Hancko (Prievidza, 13 december 1997) is een Slowaaks voetballer die doorgaans speelt als centrale verdediger of linksback. In juli 2025 verruilde hij Feyenoord voor Atlético Madrid. Hancko maakte in 2018 zijn debuut als international in het Slowaaks voetbalelftal.

## Clubcarrière

### MŠK Žilina
Hancko speelde in de jeugd van Tatran Kamenec en Baník Horná Nitra alvorens hij in 2013 terechtkwam in de opleiding van MŠK Žilina. Bij die club maakte hij op 12 maart 2016 zijn debuut in het eerste elftal. Op bezoek bij Šport Podbrezová werd met 2–0 verloren en Hancko mocht de laatste elf minuten meespelen. Pas in zijn derde seizoen wist de verdediger een basisplaats te veroveren bij de Slowaakse topclub en zijn eerste doelpunt viel op 12 augustus 2017. In eigen huis werd FK Senica met liefst 7–1 verslagen en Hancko tekende in dit duel voor de derde treffer van Žilina.

### Fiorentina
In de zomer van 2018 maakte de Slowaak voor circa drieënhalf miljoen euro de overstap naar Fiorentina, waar hij zijn handtekening zette onder een verbintenis voor de duur van vijf seizoenen. Op 22 september maakte hij als invaller tegen SPAL zijn debuut voor Fiorentina. Op 27 januari 2019 was hij tegen Chievo Verona, zijn eerste basisplaats, direct goed voor een assist op de openingstreffer van Luis Muriel. In totaal speelde Hancko in het seizoen 2018/19 vijf competitiewedstrijden voor Fiorentina.

### Sparta Praag
Het seizoen hierop werd hij voor één jaar verhuurd aan Sparta Praag. Daar kwam hij in zijn eerste seizoen tot 25 wedstrijden in alle competities, waarin hij goed was voor drie goals. Ook won hij de Tsjechische beker door in de finale Slovan Liberec te verslaan. Hancko speelde de hele wedstrijd. De zomer erop werd deze verhuurperiode met een jaar verlengd . In dat seizoen scoorde hij als centrale verdediger liefst zeven doelpunten in alle competities. Bovendien maakte hij dat seizoen zijn debuut in het hoofdtoernooi van de Europa League. Hij scoorde tegen Celtic bovendien zijn eerste Europese doelpunt. 
Na deze verhuurperiode werd er een definitieve overgang afgesproken, voor een bedrag van circa tweeënhalf miljoen euro. Om totaal speelde Hancko iets langer dan drie seizoenen voor Sparta Praag, waarin hij goed was voor 102 wedstrijden, twintig goals en elf assists.

### Feyenoord
Medio 2022 trok Feyenoord de verdediger aan voor een bedrag van circa zes miljoen euro. In Rotterdam zette de verdediger zijn handtekening onder een verbintenis voor de duur van vier seizoenen. Op 27 augustus maakte hij tegen FC Emmen zijn debuut voor Feyenoord. In deze 4–0 overwinning was hij bovendien goed voor zijn eerste assist op de openingstreffer van Quinten Timber. Hij scoorde op 15 september in de Europa League tegen Sturm Graz (6–0 overwinning) zijn eerste goal voor Feyenoord. Op 9 oktober scoorde hij als linksmidden in een 3-5-2 tegen FC Twente zijn eerste Eredivisiedoelpunt. In zijn eerste seizoen in Rotterdam kroonde hij zich met de club tot kampioen van de Eredivisie. Hij kwam zelf tot 45 wedstrijden in alle competities en vormde een solide verdedigingsduo met Gernot Trauner.
In december 2023 werd zijn contract opengebroken en met twee jaar verlengd tot medio 2028. Dat seizoen won Hancko met Feyenoord de KNVB Beker 2023/24 door FC Utrecht, PSV, AZ en FC Groningen te verslaan. In de finale was het met 1–0 te sterk voor N.E.C. Hancko speelde alle 48 wedstrijden dat seizoen en werd slechts eenmaal voortijdig gewisseld. In augustus won hij bovendien de Johan Cruijff Schaal van PSV. 
Op 23 november 2024 was Hancko tegen sc Heerenveen voor het eerst aanvoerder van Feyenoord, door afwezigheid van Trauner en Timber. Drie dagen later maakte hij in de Champions League tegen Manchester City in de negenentachtigste minuut de 3–3, terwijl Feyenoord een kwartier voor het einde nog met 0–3 achterstond. De tweede seizoenshelft was hij de vaste aanvoerder van Feyenoord, doordat eerste en tweede captain Trauner en Timber langdurig geblesseerd was. In drie seizoenen speelde Hancko liefst 140 wedstrijden voor Feyenoord, waarin hij tot vijftien goals en twaalf assists kwam.

### Atlético Madrid
De hele zomer was er interesse voor Hancko van Al-Nassr. De Saoedische club blies de deal eerder al af, maar was midden juli toch met club en speler akkoord. Hancko zegde vervolgens zijn huur in Rotterdam op, nam afscheid van zijn medespelers en vloog naar Saoedi-Arabië. Daar was hij echter niet welkom in het hotel of het trainingsveld. Op 22 juli 2025 keerde Hancko weer terug bij Feyenoord, maar een dag later meldde Atlético Madrid al een akkoord te hebben met club en speler. Hancko vloog vervolgens naar Madrid voor een medische keuring. Deze doorstond hij en hij zette zijn handtekening onder een vijfjarig contract in de Spaanse hoofdstad.

## Clubstatistieken
| Seizoen | Club            | Competitie       | Competitie | Competitie | Beker | Beker | Internationaal | Internationaal | Totaal | Totaal |
| Seizoen | Club            | Competitie       | Wed.       | Dlp.       | Wed.  | Dlp.  | Wed.           | Dlp.           | Wed.   | Dlp.   |
| ------- | --------------- | ---------------- | ---------- | ---------- | ----- | ----- | -------------- | -------------- | ------ | ------ |
| 2015/16 | MŠK Žilina      | Fortuna Liga     | 4          | 0          | 1     | 0     | —              | —              | 5      | 0      |
| 2016/17 | MŠK Žilina      | Fortuna Liga     | 3          | 0          | 1     | 0     | —              | —              | 4      | 0      |
| 2017/18 | MŠK Žilina      | Fortuna Liga     | 27         | 3          | 3     | 1     | —              | —              | 30     | 4      |
| 2018/19 | Fiorentina      | Serie A          | 5          | 0          | 0     | 0     | —              | —              | 5      | 0      |
| 2019/20 | → Sparta Praag  | Česká liga       | 19         | 2          | 4     | 1     | 2              | 0              | 25     | 3      |
| 2020/21 | → Sparta Praag  | Česká liga       | 24         | 5          | 2     | 1     | 2              | 1              | 28     | 7      |
| 2021/22 | Sparta Praag    | Česká liga       | 30         | 7          | 2     | 1     | 6              | 0              | 38     | 8      |
| 2022/23 | Sparta Praag    | Česká liga       | 3          | 0          | 0     | 0     | 2              | 0              | 5      | 0      |
| 2022/23 | Feyenoord       | Eredivisie       | 31         | 2          | 4     | 0     | 10             | 2              | 45     | 4      |
| 2023/24 | Feyenoord       | Eredivisie       | 34         | 5          | 6     | 1     | 8              | 1              | 48     | 7      |
| 2024/25 | Feyenoord       | Eredivisie       | 32         | 3          | 3     | 0     | 12             | 1              | 47     | 4      |
| 2025/26 | Atlético Madrid | Primera División | 0          | 0          | 0     | 0     | 0              | 0              | 0      | 0      |
| Totaal  | Totaal          | Totaal           | 212        | 27         | 26    | 5     | 42             | 5              | 280    | 37     |

Bijgewerkt op 25 juli 2025.

## Interlandcarrière
Hancko maakte zijn debuut in het Slowaaks voetbalelftal op 13 oktober 2018, toen met 1–2 verloren werd van Tsjechië. Michael Krmenčík en Patrik Schick scoorden voor Tsjechië en namens de Slowaken kwam de naam van Marek Hamšík op het scorebord. Hancko mocht van bondscoach Ján Kozák tien minuten voor tijd invallen voor Tomáš Hubočan. Zijn eerste interlanddoelpunt viel in zijn zevende interland op 11 juni 2019, toen in een kwalificatiewedstrijd voor het EK 2020 met 1–5 gewonnen werd van Azerbeidzjan. Stanislav Lobotka opende de score waarna Juraj Kucka de voorsprong verdubbelde. Ramil Sjejdajev scoorde tegen maar hierna breidde Slowakije de voorsprong weer uit door twee treffers van Hamšík. Hancko zorgde vijf minuten voor tijd voor het zesde en laatste doelpunt van de wedstrijd.
Hancko werd in juni 2021 door bondscoach Štefan Tarkovič opgenomen in de selectie van Slowakije voor het uitgestelde EK 2020. Op het EK werd Slowakije in de groepsfase uitgeschakeld na een overwinning op Polen (1–2) en nederlagen tegen Zweden (1–0) en Spanje (0–5). Hancko speelde alleen tegen Zweden mee. Zijn toenmalige teamgenoten Ondřej Čelůstka en Adam Hložek (beiden Tsjechië) waren ook actief op het toernooi.
In mei 2024 werd Hancko door bondscoach Francesco Calzona opgenomen in de voorselectie van Slowakije voor het EK 2024 in Duitsland. Hij werd vervolgens ook opgenomen in de definitieve selectie. Slowakije overleefde de groepsfase als een van de beste nummers drie na een overwinning op België (0–1), een nederlaag tegen Oekraïne (1–2) en een gelijkspel tegen Roemenië (1–1), waarna het in de achtste finales na een verlenging met 2–1 verloor van Engeland. Hancko kwam op het toernooi in iedere wedstrijd in actie. Zijn toenmalige clubgenoten Luka Ivanušec (Kroatië), Lutsharel Geertruida, Justin Bijlow (beiden Nederland), Gernot Trauner (Oostenrijk), Leo Sauer (eveneens Slowakije) en Ondřej Lingr (Tsjechië) waren ook actief op het EK.
| Interlands van Dávid Hancko voor Slowakije | Interlands van Dávid Hancko voor Slowakije | Interlands van Dávid Hancko voor Slowakije | Interlands van Dávid Hancko voor Slowakije | Interlands van Dávid Hancko voor Slowakije | Interlands van Dávid Hancko voor Slowakije | Interlands van Dávid Hancko voor Slowakije |
| №                                          | Datum                                      | Wedstrijd                                  | Uitslag                                    | Competitie                                 | Goals                                      |                                            |
| Als speler bij Fiorentina                  | Als speler bij Fiorentina                  | Als speler bij Fiorentina                  | Als speler bij Fiorentina                  | Als speler bij Fiorentina                  | Als speler bij Fiorentina                  | Als speler bij Fiorentina                  |
| ------------------------------------------ | ------------------------------------------ | ------------------------------------------ | ------------------------------------------ | ------------------------------------------ | ------------------------------------------ | ------------------------------------------ |
| 1                                          | 13 oktober 2018                            | Slowakije – Tsjechië                       | 1 – 2                                      | Nations League 2018/19                     |                                            |                                            |
| 2                                          | 16 oktober 2018                            | Zweden – Slowakije                         | 1 – 1                                      | Vriendschappelijk                          |                                            |                                            |
| 3                                          | 16 november 2018                           | Slowakije – Oekraïne                       | 4 – 1                                      | Nations League 2018/19                     |                                            |                                            |
| 4                                          | 19 november 2018                           | Tsjechië – Slowakije                       | 1 – 0                                      | Nations League 2018/19                     |                                            |                                            |
| 5                                          | 21 maart 2019                              | Slowakije – Hongarije                      | 2 – 0                                      | EK 2020 kwalificatie                       |                                            |                                            |
| 6                                          | 24 maart 2019                              | Wales – Slowakije                          | 1 – 0                                      | EK 2020 kwalificatie                       |                                            |                                            |
| 7                                          | 11 juni 2019                               | Azerbeidzjan – Slowakije                   | 1 – 5                                      | EK 2020 kwalificatie                       | 85'                                        |                                            |
| Als speler bij Sparta Praag                |                                            |                                            |                                            |                                            |                                            |                                            |
| 8                                          | 6 september 2019                           | Slowakije – Kroatië                        | 0 – 4                                      | EK 2020 kwalificatie                       |                                            |                                            |
| 9                                          | 9 september 2019                           | Hongarije – Slowakije                      | 1 – 2                                      | EK 2020 kwalificatie                       |                                            |                                            |
| 10                                         | 10 oktober 2019                            | Slowakije – Wales                          | 1 – 1                                      | EK 2020 kwalificatie                       |                                            |                                            |
| 11                                         | 16 november 2019                           | Kroatië – Slowakije                        | 3 – 1                                      | EK 2020 kwalificatie                       |                                            |                                            |
| 12                                         | 19 november 2019                           | Slowakije – Azerbeidzjan                   | 2 – 0                                      | EK 2020 kwalificatie                       |                                            |                                            |
| 13                                         | 24 maart 2021                              | Cyprus – Slowakije                         | 0 – 0                                      | WK 2022 kwalificatie                       |                                            |                                            |
| 14                                         | 27 maart 2021                              | Slowakije – Malta                          | 2 – 2                                      | WK 2022 kwalificatie                       |                                            |                                            |
| 15                                         | 18 juni 2021                               | Zweden – Slowakije                         | 1 – 0                                      | EK 2020                                    |                                            |                                            |
| 16                                         | 4 september 2021                           | Slowakije – Kroatië                        | 0 – 1                                      | WK 2022 kwalificatie                       |                                            |                                            |
| 17                                         | 7 september 2021                           | Slowakije – Cyprus                         | 2 – 0                                      | WK 2022 kwalificatie                       |                                            |                                            |
| 18                                         | 8 oktober 2021                             | Rusland – Slowakije                        | 1 – 0                                      | WK 2022 kwalificatie                       |                                            |                                            |
| 19                                         | 11 oktober 2021                            | Kroatië – Slowakije                        | 2 – 2                                      | WK 2022 kwalificatie                       |                                            |                                            |
| 20                                         | 14 november 2021                           | Malta – Slowakije                          | 0 – 6                                      | WK 2022 kwalificatie                       |                                            |                                            |
| 21                                         | 25 maart 2022                              | Noorwegen – Slowakije                      | 2 – 0                                      | Vriendschappelijk                          |                                            |                                            |
| 22                                         | 29 maart 2022                              | Finland – Slowakije                        | 0 – 2                                      | Vriendschappelijk                          |                                            |                                            |
| Als speler bij Feyenoord                   |                                            |                                            |                                            |                                            |                                            |                                            |
| 23                                         | 22 september 2022                          | Slowakije – Azerbeidzjan                   | 1 – 2                                      | Nations League 2022/23                     |                                            |                                            |
| 24                                         | 25 september 2022                          | Slowakije – Wit-Rusland                    | 1 – 1                                      | Nations League 2022/23                     |                                            |                                            |
| 25                                         | 17 november 2022                           | Montenegro – Slowakije                     | 2 – 2                                      | Vriendschappelijk                          | 15'                                        |                                            |
| 26                                         | 23 maart 2023                              | Slowakije – Luxemburg                      | 0 – 0                                      | EK 2024 kwalificatie                       |                                            |                                            |
| 27                                         | 26 maart 2023                              | Slowakije – Bosnië en Herzegovina          | 2 – 0                                      | EK 2024 kwalificatie                       |                                            |                                            |
| 28                                         | 17 juni 2023                               | IJsland – Slowakije                        | 1 – 2                                      | EK 2024 kwalificatie                       |                                            |                                            |
| 29                                         | 20 juni 2023                               | Liechtenstein – Slowakije                  | 0 – 1                                      | EK 2024 kwalificatie                       |                                            |                                            |
| 30                                         | 8 september 2023                           | Slowakije – Portugal                       | 0 – 1                                      | EK 2024 kwalificatie                       |                                            |                                            |
| 31                                         | 11 september 2023                          | Slowakije – Liechtenstein                  | 3 – 0                                      | EK 2024 kwalificatie                       | 1'                                         |                                            |
| 32                                         | 13 oktober 2023                            | Portugal – Slowakije                       | 3 – 2                                      | EK 2024 kwalificatie                       | 69'                                        |                                            |
| 33                                         | 16 oktober 2023                            | Luxemburg – Slowakije                      | 0 – 1                                      | EK 2024 kwalificatie                       |                                            |                                            |
| 34                                         | 16 november 2023                           | Slowakije – IJsland                        | 4 – 2                                      | EK 2024 kwalificatie                       |                                            |                                            |
| 35                                         | 19 november 2023                           | Bosnië en Herzegovina – Slowakije          | 1 – 2                                      | EK 2024 kwalificatie                       |                                            |                                            |
| 36                                         | 23 maart 2024                              | Slowakije – Oostenrijk                     | 0 – 2                                      | Vriendschappelijk                          |                                            |                                            |
| 37                                         | 26 maart 2024                              | Noorwegen – Slowakije                      | 1 – 1                                      | Vriendschappelijk                          |                                            |                                            |
| 38                                         | 9 juni 2024                                | Slowakije – Wales                          | 4 – 0                                      | Vriendschappelijk                          |                                            |                                            |
| 39                                         | 17 juni 2024                               | België – Slowakije                         | 0 – 1                                      | EK 2024                                    |                                            |                                            |
| 40                                         | 21 juni 2024                               | Slowakije – Oekraïne                       | 1 – 2                                      | EK 2024                                    |                                            |                                            |
| 41                                         | 26 juni 2024                               | Slowakije – Roemenië                       | 1 – 1                                      | EK 2024                                    |                                            |                                            |
| 42                                         | 30 juni 2024                               | Engeland – Slowakije                       | 2 – 1 n.v.                                 | EK 2024                                    |                                            |                                            |
| 43                                         | 5 september 2024                           | Estland – Slowakije                        | 0 – 1                                      | Nations League 2024/25                     |                                            |                                            |
| 44                                         | 8 september 2024                           | Slowakije – Azerbeidzjan                   | 2 – 0                                      | Nations League 2024/25                     |                                            |                                            |
| 45                                         | 11 oktober 2024                            | Slowakije – Zweden                         | 2 – 2                                      | Nations League 2024/25                     |                                            |                                            |
| 46                                         | 14 oktober 2024                            | Azerbeidzjan – Slowakije                   | 1 – 3                                      | Nations League 2024/25                     |                                            |                                            |
| 47                                         | 16 november 2024                           | Zweden – Slowakije                         | 2 – 1                                      | Nations League 2024/25                     | 19'                                        |                                            |
| 48                                         | 19 november 2024                           | Slowakije – Estland                        | 1 – 0                                      | Nations League 2024/25                     |                                            |                                            |
| 49                                         | 20 maart 2025                              | Slowakije – Slovenië                       | 0 – 0                                      | Nations League 2024/25                     |                                            |                                            |
| 50                                         | 23 maart 2025                              | Slovenië – Slowakije                       | 1 – 0                                      | Nations League 2024/25                     |                                            |                                            |
| 51                                         | 7 juni 2025                                | Griekenland – Slowakije                    | 4 – 1                                      | Vriendschappelijk                          | 34'                                        |                                            |
| 52                                         | 10 juni 2025                               | Israël – Slowakije                         | 1 – 0                                      | Vriendschappelijk                          |                                            |                                            |

Bijgewerkt op 25 juli 2025.

## Erelijst
| Competitie           |            |            |            |            |
| Competitie           | Aantal     | Jaren      |            |            |
| MŠK Žilina           | MŠK Žilina | MŠK Žilina | MŠK Žilina | MŠK Žilina |
| -------------------- | ---------- | ---------- | ---------- | ---------- |
| Fortuna Liga         | 1          | 2016/17    |            |            |
| Sparta Praag         |            |            |            |            |
| Pohár FAČR           | 1          | 2019/20    |            |            |
| Feyenoord            |            |            |            |            |
| Eredivisie           | 1          | 2022/23    |            |            |
| KNVB Beker           | 1          | 2023/24    |            |            |
| Johan Cruijff Schaal | 1          | 2024       |            |            |

## Privé
Hancko is getrouwd met de Tsjechische tennisster Kristýna Plíšková en zij hebben samen een zoon genaamd Adam.
In 2024 publiceerde zijn club Feyenoord op hun streamingsdienst Feyenoord ONE een portret van Hancko waarin onder andere zijn ouders, vrouw, oud-teamgenoot Ladislav Krejčí en Sparta Praag-directeur Tomáš Rosický aan het woord kwamen.